# WinSCP
WinSCP est un client SFTP graphique pour Windows. Il utilise SSH et est open source. Le protocole SCP est également supporté. Le but de ce programme est de permettre la copie sécurisée de fichiers entre un ordinateur local et un ordinateur distant.
Le développement de WinSCP a commencé aux environs de mars 2000 et continue toujours. À l'origine, il était hébergé à l'université de Prague. Depuis le 16 juillet 2003, il est publié sous licence GNU GPL et est hébergé sur GitHub.

## Fonctionnalité
- environnement graphique
- traduit en plusieurs langages
- toutes les opérations habituelles avec les fichiers
- intégration dans Windows
- support du SFTP, du SCP et du WebDAV
- éditeur de texte intégré
- interface façon Windows Explorer
- support des fichiers de script et de la ligne de commande